# Jgheaburi (okręg Vrancea)
Jgheaburi – wieś w Rumunii, w okręgu Vrancea, w gminie Reghiu. W 2011 roku liczyła 82
mieszkańców